# Cave neolitiche di selce a Spiennes
Le Cave neolitiche di selce a Spiennes sono un patrimonio dell'umanità dell'UNESCO fin dal 2000 situato vicino a Spiennes, in Belgio.

## Descrizione

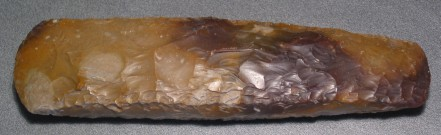
Antica ascia in selce dell'età della pietra, lunga circa 31 cm

Il documento ufficiale di inserimento tra i patrimoni dell'umanità descrive il sito come "la più grande ed antica concentrazione di antiche miniere in Europa", e cita il livello di sviluppo tecnologico raggiunto come motivo di iscrizione nella lista.
La miniera copre circa 100 ettari di depressione nei pressi di Mons in Belgio, ed è interessante per il fatto che mostra la transizione tra miniere all'aperto e sotterranee per la raccolta di selce. I noduli di selce venivano estratti grazie all'uso di picconi in corna di cervo. Le pietre venivano scheggiate dandogli forme grezze di ascia, ed infine raffinate per giungere allo stato definitivo.
I prodotti finiti venivano commerciati in un'ampia area, ed il materiale veniva spesso lavorato presso la destinazione. La lavorazione serviva per rinforzare il prodotto, rendendolo più resistente. Le asce venivano inizialmente usate per il disboscamento durante il primo neolitico, e per intagliare il legno nel tentativo di creare rifugi e canoe.

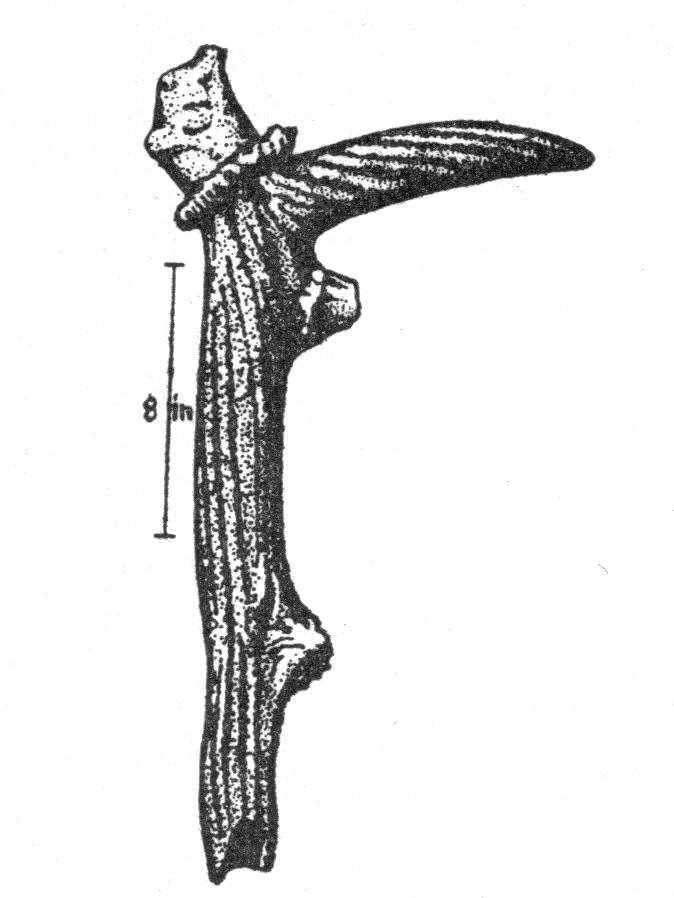
Corna di cervo

## Altri siti
Il sito è paragonabile a Grimes Graves ed a Cissbury in Gran Bretagna, anch'esse basate sulla selce. Altre pietre dure venivano usate per lavorare le asce di pietra. Esistono molti luoghi in Inghilterra in cui le rocce metamorfiche venivano estratte da cave all'aperto, quindi lavorate sul posto prima di essere commerciate nel resto dello stato. Tra questi si ricordano Langdale axe industry, Penmaenmawr e Tievebulliagh.